# Bernd Fischer (Fußballtrainer)
Bernd Fischer (* 10. März 1939; † 4. Juni 2025) war ein deutscher Fußballtrainer. Er war Cheftrainer des VfR Wormatia Worms.

## Karriere
Fischer war im Auftrag des DFB im internationalen Fußball tätig und trainierte dabei unter anderem die Nationalmannschaft von Barbados sowie die der Bermudas, ehe er 1978 nach Deutschland zurückkehrte und in Lampertheim eine Ausbildung zum Industriekaufmann begann.
Fischer übernahm die Trainerposition von April 1979 bis Januar 1981 beim VfR Wormatia Worms. In dieser Amtszeit absolvierte er insgesamt 72 Spiele als Trainer, von denen sein Team 28 Spiele gewann, 12 unentschieden spielte und 32 verlor. 
Unter der Leitung von Fischer erreichte der VfR Wormatia Worms 1979/80 im DFB-Pokal nach einem Sieg gegen den Wuppertaler SV die 2. Runde, in der die Mannschaft auf den Hamburger SV traf und mit 0:3 verlor. In der folgenden DFB-Pokal-Saison 1980/81 unterlag Wormatia Worms ebenfalls unter Fischer dem Hamburger SV in der 1. Runde mit 1:11.
Seine Amtszeit bei der Wormatia endete mit Entlassung am 27. Januar 1981, unter dem vom Drittligisten Viktoria Griesheim abgeworbenen und aufgrund fehlender ausreichender Trainerlizenz nur bis Ende der Spielzeit 1980/81 tätigen Horst-Dieter Strich qualifizierte sich die Mannschaft als Tabellenzwölfter für die eingleisige 2. Bundesliga.
Fischer starb im Juni 2025 im Alter von 86 Jahren.